# Le Petit-Saconnex
Le Petit-Saconnex est un quartier de la ville de Genève et une ancienne commune du canton éponyme.

## Situation géographique
C'était la plus grande commune de l'agglomération urbaine genevoise et sa superficie est de 612 hectares. Il s'agissait essentiellement d'une commune rurale, formée, outre de son village, des hameaux du Bouchet, de Saint-Jean, de la Forêt, de Morillon, de la Servette, de Varembé, de Châtelaine, de Beaulieu et de Sécheron. Elle garda longtemps son caractère campagnard du fait qu'elle était reliée à la ville uniquement par deux chemins,.

## Historique

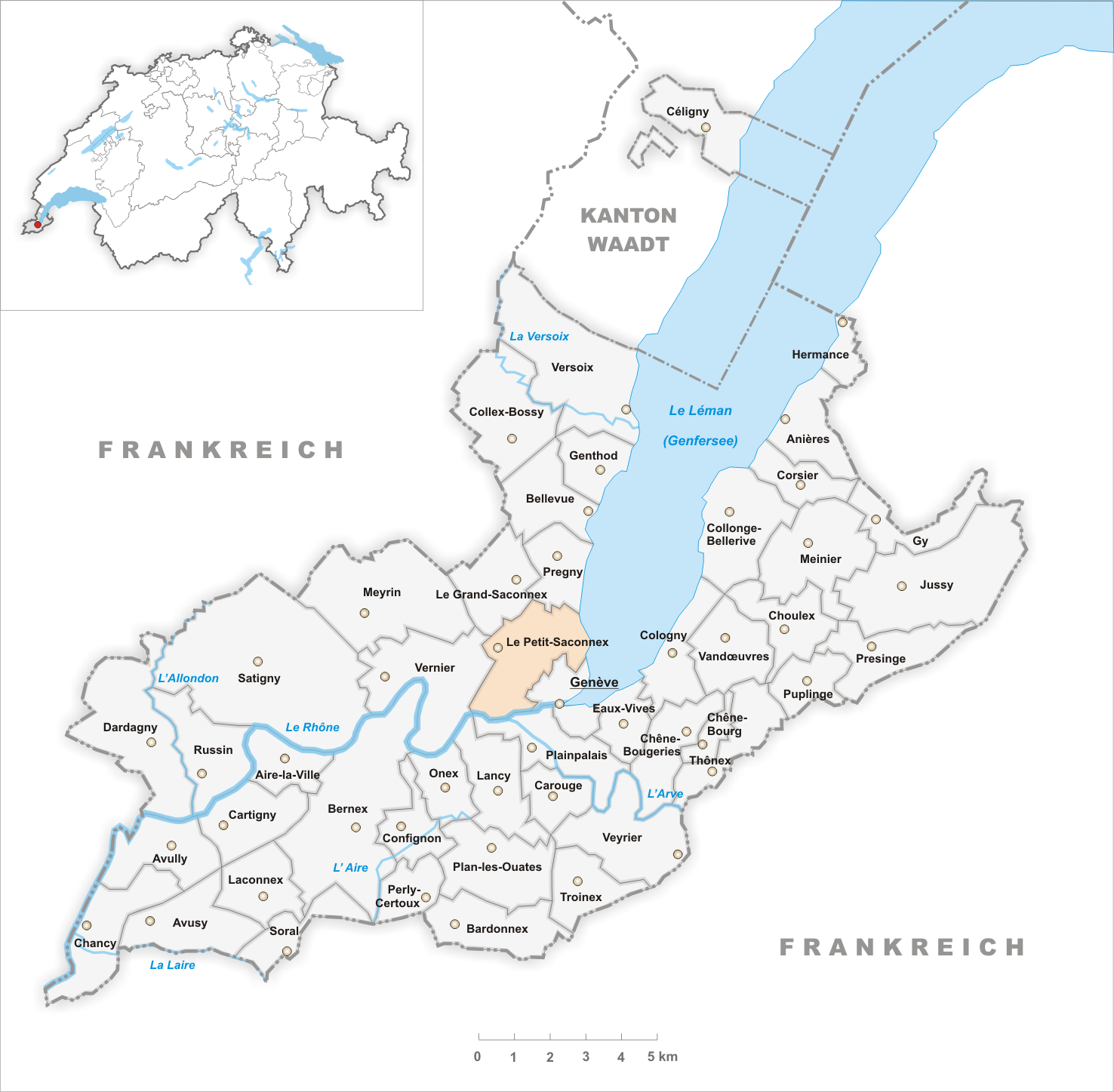
Le Petit-Saconnex en 1930.

A l'âge du bronze final, dès -1067, un village est installé sur la rive droite de la rade au niveau des Pâquis. Après -850, le niveau du lac remonte et le village est abandonné.
Au Moyen Âge, la famille de Sacconay, originaire de Bürsinel et faisant partie de la noblesse de Savoie possède le grand et le petit Sacconay. Le nom est cité dès le XIIe siècle. Deux hypothèses existent concernant l'étymologie du nom Saconnex, soit un dérivé du latin Sacconacum [fundum], le « fonds »), soit une référence au domaine d'un dénommé Sacco . En 1536 le territoire des franchises de Genève est étendu des fossés entourant le faubourg de Saint-Gervais jusqu'aux limites de l'arrondissement actuel,.
En 1800 et sous domination française, le Petit-Saconnex est constitué en commune. La votation de la loi de fusion administrative en 1930 met fin à l'autonomie de la commune du Petit-Saconnex qui est intégrée à la ville de Genève en 1931.

## Patrimoine bâti

### Temple

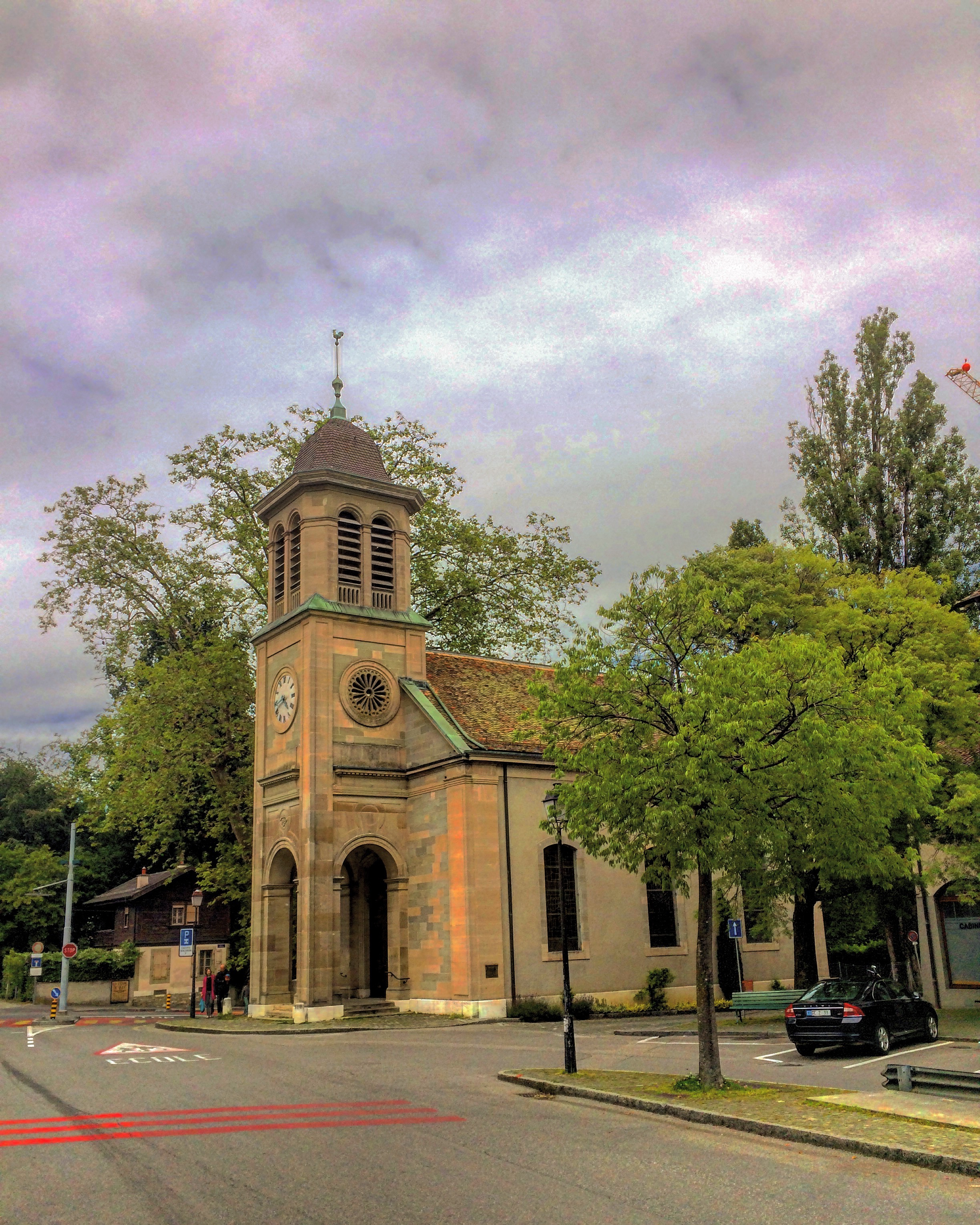
Le temple du Petit-Saconnex.

Il est situé sur la place du Petit-Saconnex et est construit en 1727-1730 en remplacement d'un sanctuaire de 1624-1628. L'architecte Jean-Pierre Guillebaud (1805-1888) ajoute un clocher-porche en 1844. En 1940, le peintre Erich Hermès (1881-1971) réalise les peintures murales et dessine les cartons des vitraux. La chaire et les boiseries sont sculptées par le pasteur Ernest Christen. Les vitraux d'Hermès ont été remplacés par ceux conçus en 1990 par Éric de Saussure, frère de Taizé. L'orgue actuel date de 1964 et remplace un instrument de 1814.
Le temple a été restauré en 1953-1955 par l'architecte Georges Peloux, puis encore en 1990 par André Foehr.

### Mairie
La première mairie, bâtie en 1832 est entièrement reconstruite en 1889, puis encore agrandie en 1905. Auparavant, les séances du Conseil municipal se déroulaient chez le maire.

### Écoles
L'école des Crêts, premier établissement scolaire de la commune, est bâtie en 1830. En  1878, c'est au tour de la première école enfantine et primaire de la Servette. La deuxième école des Crêts (chemin Colladon 1), qui date de 1883-1885, est agrandie en 1899 déjà par l'architecte Adrien Peyrot. Pour financer ces bâtiments et les constructions ultérieures, la commune souscrit d'importants emprunts avant 1900. En 1900, on bâtit l'école des Charmilles, ainsi qu'une annexe à l'école des Crêts. Entre 1909 et 1911, une annexe est ajoutée à l'école des Charmilles, et l'on élève les deux écoles des Asters et celle de Sécheron. Les travaux débutent en 1911 pour l'école de St-Jean. Cependant, ces constructions dépassent largement le budget communal et nécessitent une importante subvention cantonale. Vers 1930, la commune compte environ 65 classes enfantines et primaires.

### Domaine et ensemble résidentiel de Budé
Le domaine de Budé (chemin Moïse-Duboule 2) s'enorgueillit d'une opulente maison de maître (1723-1724) élevée d'après des plans venus de Paris pour le pasteur Jean-Alphonse Turrettini. L'architecte David Jeanrenaud (constructeur aussi du château de Vincy) dirige les travaux. La demeure est agrandie et redécorée entre 1777 et 1788 pour Marc Turrettini. En dépit d'une restauration malheureuse en 1963, cette demeure reste l'une des plus prestigieuses maisons de campagne genevoises.
Un ensemble résidentiel, qui témoigne d'une harmonieuse flexibilité, a été élevé dans le parc Budé en 1958-1962 par les architectes Georges Addor, Dominique Julliard, Jacques Bolliger et Jean-Jacques et Pierre Honegger.

### Villa Dutoit
Cette habitation (chemin Gilbert-Troillet 5), située sur l'ancien domaine agricole des Petits-Crêts formé au début du XVIIIe siècle, a été transformée après 1783 en demeure bourgeoise pour Johann Jakob Schweppe (1740-1821), qui fit fortune en Angleterre comme créateur de Schweppes, la célèbre boisson à bulles. La maison est transformée en 1822 dans le goût néoclassique par Henri-Louis Maunoir et abrite aujourd'hui un centre culturel de la Ville de Genève et du quartier du Petit-Saconnex,.

### Ancien domaine Trembley
L'ancien domaine Trembley (rue Moillebeau 1) comporte une maison de maître et des dépendances remontant au XVIIe siècle. Elles ont fait l'objet de diverses transformations successives: portail vers 1780-1790, allongement de la maison au sud et loge en 1811, décor en bois découpé sur les façades des dépendances de la première moitié du XIXe siècle. C'est aujourd'hui un établissement médico-social.

### Le Bouchet

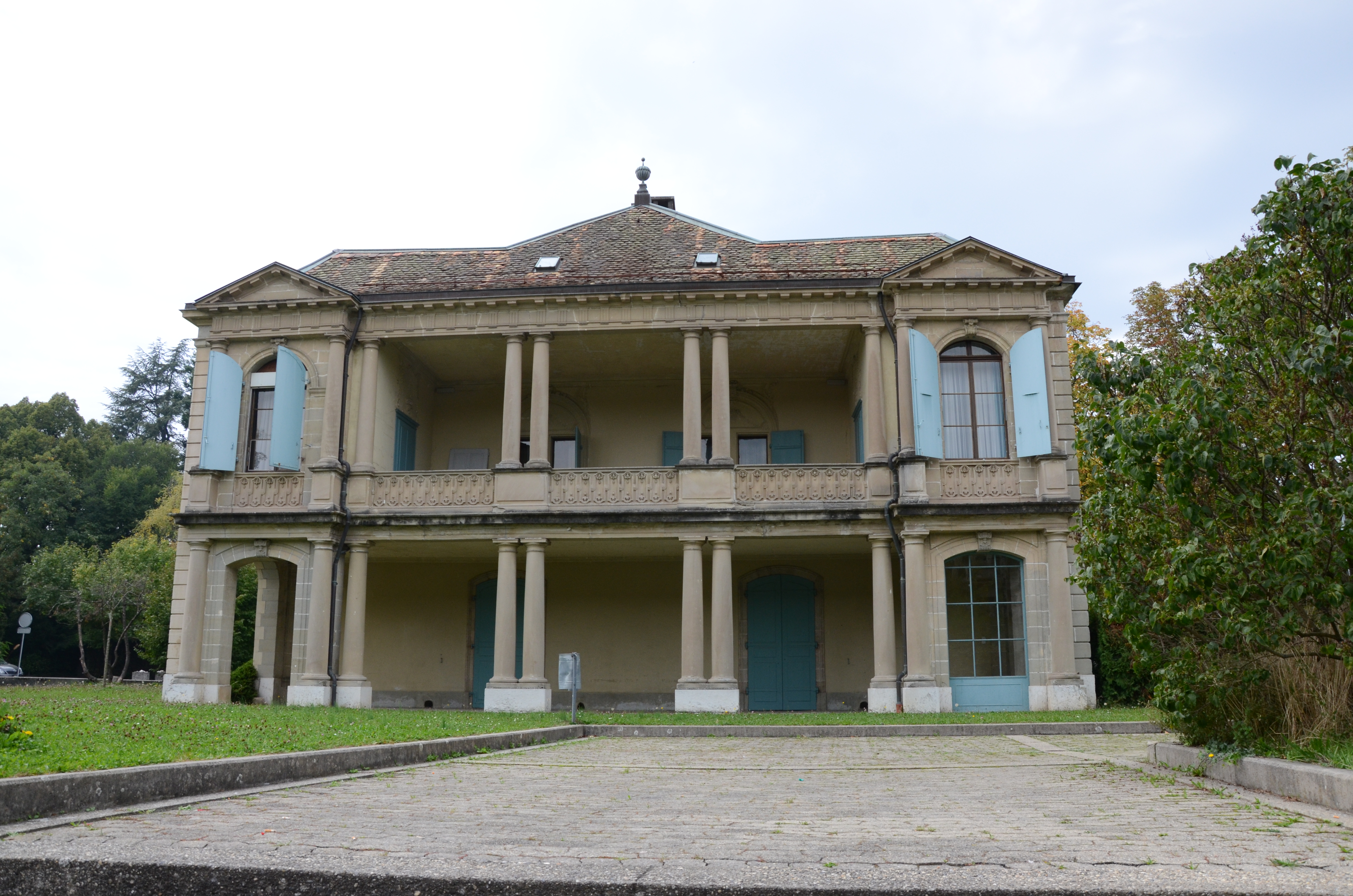
Domaine du Bouchet.

Le domaine du Bouchet (avenue du Bouchet 16) a été créé par la famille Buisson à la fin du XVIIe siècle. La maison de maître a été bâtie pour Jean Buisson, frère du constructeur de l'hôtel Buisson (rue Calvin 13) à Genève, le plus élégant hôtel particulier de la ville. La maison présente une galerie à doubles colonnes toscanes jumelées sur deux niveaux, flanquée aux angles de pavillons à frontons et grandes portes-fenêtres cintrées. L'édifice abrite actuellement la direction du collège Rousseau.

### Cimetière
Le cimetière est créé en 1815. D'abord géré par la commune du Petit-Saconnex, il est repris par la Ville de Genève après la fusion en 1932. Il a une superficie d'environ 50 000 m2.
Dès 1946, le conseil administratif décide que toutes les personnes décédées sur la rive droite du Rhône seront inhumées au Petit-Saconnex. À la suite d'une décision du Conseil administratif de la Ville de Genève dans les années 1980, des personnes de confession musulmane peuvent y être inhumées dans un espace qui leur est réservé.
En 1992, Michel Rossetti, conseiller administratif chargé du Département des affaires sociales, interdit l'inhumation de personnes musulmanes non domiciliées sur le territoire de la ville de Genève, et annonce que, dès que le carré musulman serait saturé, « la loi de 1876 s'appliquerait indistinctement à toutes les communautés, y compris à la communauté musulmane »[réf. nécessaire].

### Mosquée

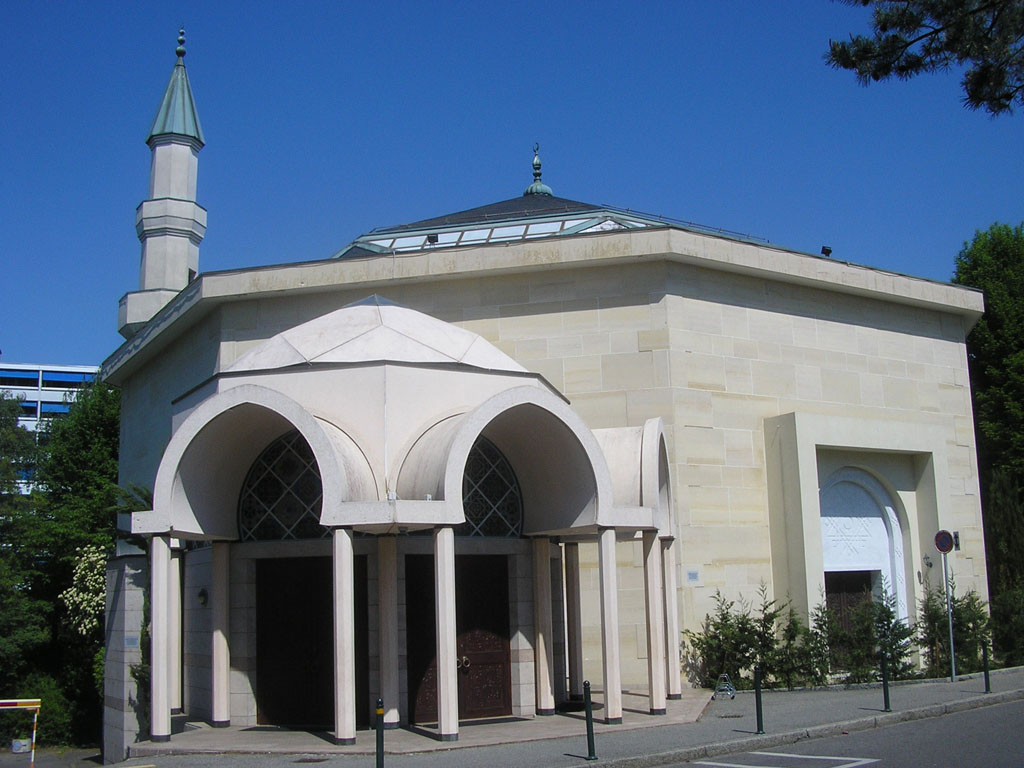
La mosquée du Petit-Saconnex.

La mosquée (chemin Colladon 34) est construite en 1976-1978 par Osman Gurdogan et Jean-Pierre Limongelli sur l'ancien domaine de la Tourelle, dont l'ancienne demeure à tour carrée du XVIIe siècle a été conservée.

### Maison de retraite
La Maison de retraite du Petit-Saconnex (avenue Trembley 12) a été fondée sous le nom « Maison d’asile pour vieillards » en 1849 à l’initiative du conseiller d’État James Fazy.

## Population
La commune compte 2 600 habitants en 1843. Elle perd 1 500 habitants en 1850, quand les quartiers de Montbrillant et des Grottes lui sont enlevés pour être rattachés à la Ville de Genève. En 1890, on compte 4 000 âmes, près de 6 400 en 1900 et approchant les 10 000 en 1910. Le Petit-Saconnex compte presque 20 000 habitants à la veille des années 1930. La commune s'étendait alors du Grand-Saconnex au Rhône.

### Sport et sociétés locales

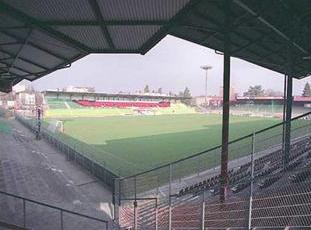
Stade des Charmilles.

En conséquence de la croissance urbaine, le pont Butin est inauguré en 1926. En 1930 sont réalisés la place communale de jeux sportifs de Varembé et le stade des Charmilles, qui accueille le Servette FC jusqu'en 2002. Ce stade est détruit en 2011, alors que l'association des habitants du Petit-Saconex (AHPTSG) est justement créée en 2011
La Fanfare municipale du Petit-Saconnex est ensuite fondée en 1918.

### Routes
Dans le troisième tiers du XIXe siècle, le Petit-Saconnex voit son réseau de routes et de chemins s'améliorer considérablement. En 1878, la route Grand-Pré - Grand-Saconnex est créée. En 1879-1880, la route de Pregny est élargie à la hauteur de Varembé. Ces travaux d’aménagement ne sont qu'un exemple des nombreux chantiers en cours durant cette période. Entre 1885 et 1900, des travaux considérables permirent d'agrandir la rue de la Servette à la hauteur de rue de la Poterie. Dès 1891, la route des Charmilles subit des élargissements fréquents.
Le tramway relie le Petit-Saconnex au reste du canton dès 1894 et, entre 1912 et 1920, la commune accueille plus de 40 % de l'ensemble des bâtiments élevés de l’agglomération. Le 11 septembre 1942 est mis en service le premier tronçon de trolleybus situé sur la ligne 3 entre Grand-Pré et Petit-Saconnex.

## Économie

### Cuénod, Sautter & Cie
En 1882, Alfred de Meuron et Hermann Cuénod fondent à Genève la société De Meuron et Cuénod pour la fabrication d'appareils électromécaniques, avec René Thury comme ingénieur en chef.
En 1883, la Société américaine Edison fonde la Société d'appareillage électrique (SAE) pour commercialiser ses ampoules à incandescence et exploiter ses propres réseaux électriques en courant continu à Genève.
En 1886, A. de Meuron quitte son entreprise et se tourne vers l'évangélisation. En 1887, H. Cuénod trouve alors un nouvel associé Ernest Sautter et fonde Cuénod, Sautter & Cie.

### Compagnie de l'industrie électrique ( CIE )
En 1891, la SAE rachète pour 1,25 million de francs la Cuénod, Sautter & Cie et change son nom en Compagnie de l'industrie électrique (CIE). L'entreprise est basée à Sécheron, dans la commune du Petit-Saconnex. En plus des réseaux d'éclairage, la CIE a réalisé le Chemin de fer du Salève, premier chemin de fer à crémaillère électrique au monde.

### Société des Fabriques de Spiraux Réunies ( SR )
Constituée le 17 décembre 1895 pour lutter contre la concurrence étrangère, la Société des Fabriques de Spiraux Réunies (SR) est une des premières concentrations horizontales d'entreprises horlogère. Elle a son siège au Petit-Saconnex, dans le canton de Genève et réunit au départ les cinq fabricants de spiraux les plus importants en Suisse.

### Compagnie de l'industrie électrique et mécanique ( CIEM )
En 1902, la SAE change le nom de la CIE en Compagnie de l'industrie électrique et mécanique (CIEM). En 1903, la CIEM construit la première locomotive au monde à fonctionner en courant continu à haute tension, pour le chemin de fer de La Mure. Entre 1904 et 1913, la CIEM fabrique des automobiles de la marque Stella.

### Sté Anonyme des ateliers de Sécheron ( SAAS )
En 1918, la SAE change le nom de la CIEM en Société Anonyme des Ateliers de Sécheron (SAAS). Elle participe à l'électrification du réseau des Chemins de fer fédéraux (CFF) et donne du travail à 1600 personnes en 1966. En 1969, la SAAS est rachetée par la Brown Bovery Co. (BBC).

### BBC-Sécheron SA
En 1982, Brown Bovery change le nom de la société en BBC-Sécheron SA. En 1988, Brown Bovery change le nom de la société en ABB-Sécheron SA. En 1989, Sécheron SA reprend le matériel ferroviaire.

## Organisations internationales
Au chemin des Crêts se trouve le siège de la Fédération internationale des Sociétés de la Croix-Rouge et du Croissant-Rouge.

## Personnalités liées
- Mohammad-Ali Djamalzadeh, écrivain iranien, enterré au cimetière du Petit-Saconnex.
- Suzanne Gagnebin, écrivaine suisse, y est décédée en 1929.
- Charles Georg, Fondateur de Publicitas et ancien maire du Petit-Saconnex.
- Georges Oltramare, journaliste et écrivain, né au Petit-Saconnex.
- Alexandre Ostermann-Tolstoï, comte, lieutenant général dans l'armée russe à l'époque des invasions napoléoniennes, a vécu et est mort et enterré au Petit-Saconnex.
- Charles Perron cartographe et anarchiste suisse, conservateur du Dépôt de cartes de la ville de Genève, né au Petit-Saconnex.